# حمولة (حوسبة)

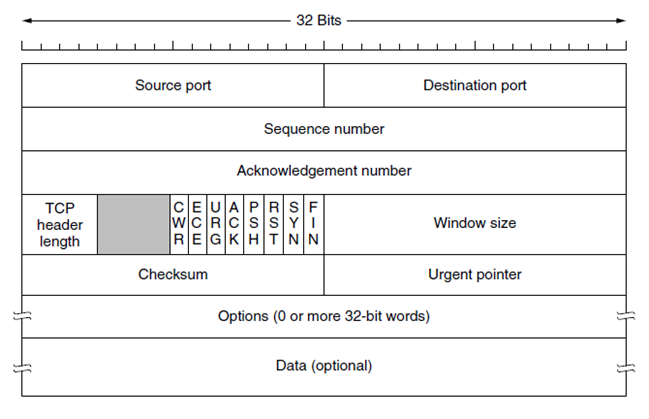
تخطيط حزمة TCP على مستوى البتات.

في أمن الحاسوب، يشير مصطلح الحمولة (بايلود «الحمولة المؤدى عنها» أي خلاف الوزن الإجمالي لوسيلة الشحن التي لا يؤدى إلا عن حمولتها) إلى الجزء المنفّذ للعمل الخبيث في البرامج الضارة.
في تحليل البرامج الضارة، يشير المصطلح إلى النتائج الضارة الناتجة عن تلك البرامج.
من أمثلة البايلودز: تدمير البيانات، رسائل تحمل نص مسيء، أو رسائل إلكترونية زائفة مرسلة إلى كم كبير من الأشخاص.

## الحماية
في أمان الكمبيوتر، تعتبر الحمولة النافعة جزءًا من نص المستخدم الخاص الذي قد يحتوي أيضًا على برامج ضارة مثل الفيروسات المتنقلة التي تؤدي الإجراء الضار ؛ حذف البيانات أو إرسال البريد العشوائي أو تشفير البيانات. بالإضافة إلى الحمولة النافعة، تتضمن هذه البرامج الضارة أيضًا رمزًا عامًا يهدف ببساطة إلى نشر نفسه أو تجنب اكتشافه.

## البرمجة
في برمجة الكمبيوتر، الاستخدام الشائع للمصطلح يكون في سياق (message protocols) لتمييز البرتوكول عن البيانات الحقيقية. على سبيل المثال، يكون شكل الرد في لغة Json
{ "data": { "message": "مرحبا، ايها العالم!" } }
حيث تمثل جملة «مرحبا، ايها العالم» البيانات الحقيقية في الرسالة. ناعاغلافل
ة٨نهةها٨ىذاغالافبثسسثي٥ؤ٤ؤتء٤اب

## الشبكات
في هندسة الشبكات الحاسوبية، يُشير مفهوم الحمولة إلى البيانات المنقولة، ولكنها عادة ما تكون مُغلفة على شكل جزء معيّن من بتات التشكيل الهيكلي أو على شكل تسلسل فحص الإطارات.